# Sproeier (beregening)

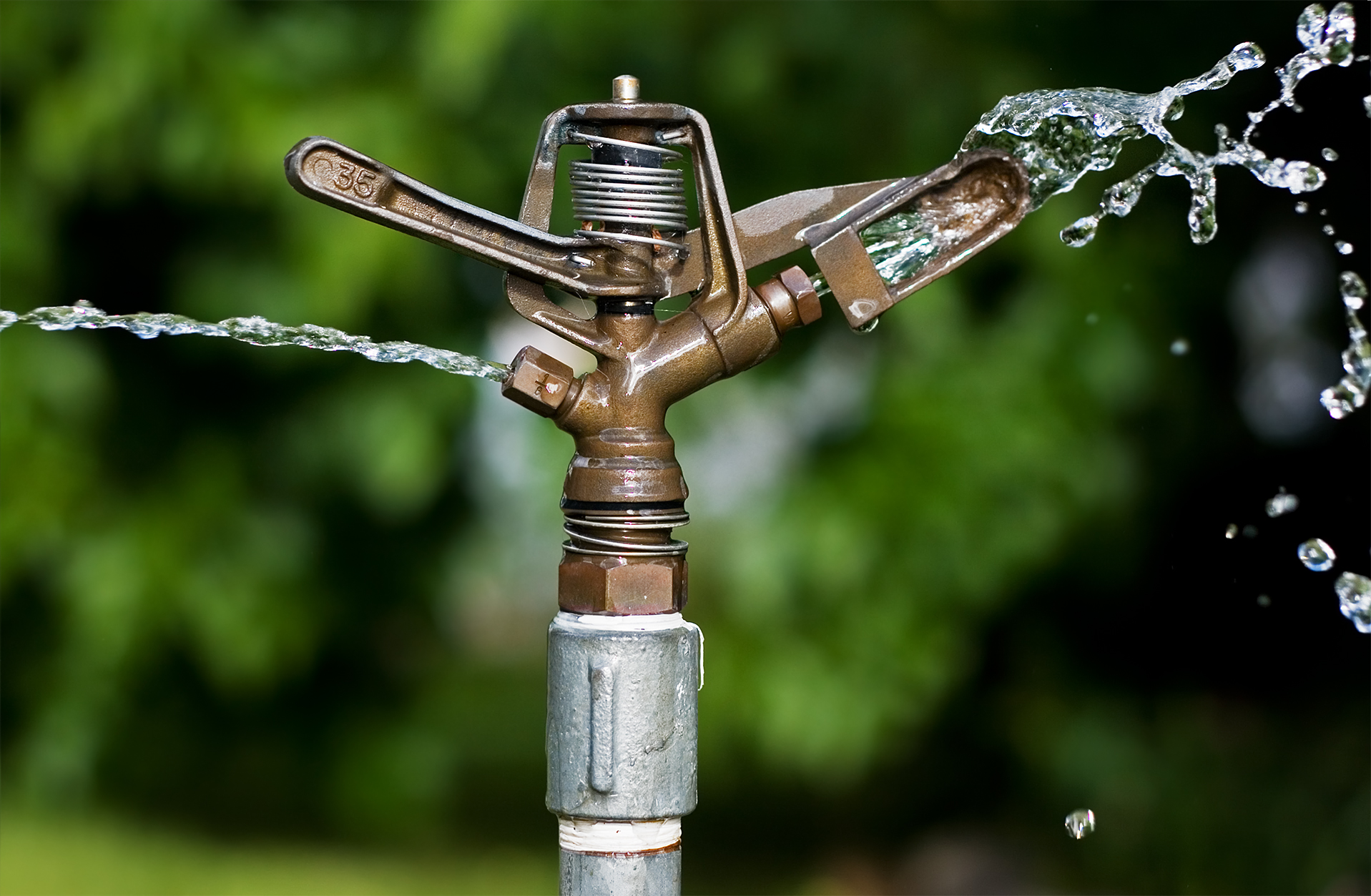
Detailaanzicht van een sproeier

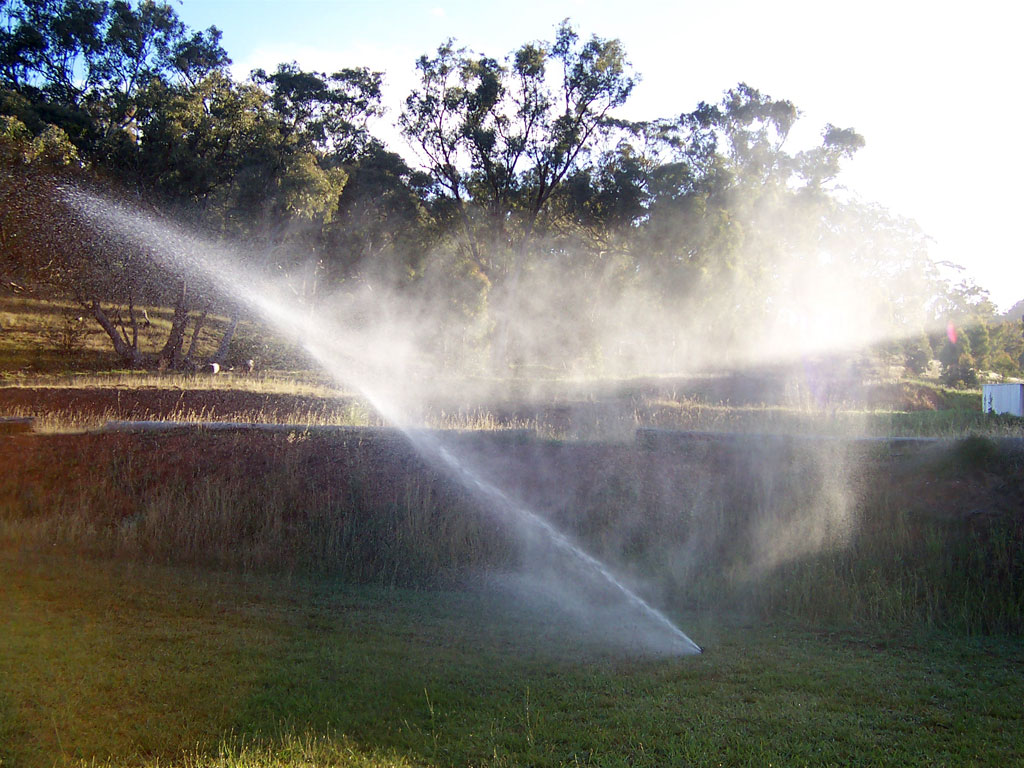
Beregening met een sproeier

Een sproeier is een apparaat dat wordt gebruikt om gewassen te bevochtigen, met name in tuinen, kwekerijen, stadions en op akkerland.

## Werking
Een sproeier die veel als tuingereedschap wordt gebruikt bestaat uit een heen-en-weergaande sproeibuis. Dit type werkt op dezelfde manier als een waterrad of scheprad. Door de kracht van het water uit de slang wordt een klein scheprad aan het draaien gebracht. De ronddraaiende beweging van het scheprad wordt door een aantal tandwielen omgezet in een heen-en-weergaande beweging.
Eenvoudiger van constructie is de cirkelsproeier, die gaat draaien door de druk van het opzij naar buiten spuitende water. 

## Sproeien

Tuinsproeier in werking

Sproeien doet men meestal in de zomer, met name bij lange droge perioden. Afhankelijk van de wind- en zonintensiteit wordt dit ook wel gedaan in de lente en herfst. Het wordt aangeraden op zonnige dagen 's avonds of 's morgens vroeg te sproeien - overdag verdampt er te veel water. Van belang is voldoende water te gebruiken, zodat het vocht goed de grond intrekt en ook de dieper gelegen wortels bereikt.

## Soorten

### Tuinsproeiers
- Cirkelsproeier
- Druksproeier
- Handsproeier
- Nevelsproeier
- Pop-up sproeier
- Sprinkler
- Spuitpistool
- Tuinspuit
- Tuinlancet / Gietlans / Gietstaaf / Lanssproeier / Broes / Sproeilans
- Turbinesproeier
- Zwenksproeier

### Beregeningssproeiers
- Kanonsproeier
- Kanonsectorsproeier
- Tiksproeier

## Trivia
- Doordat de sproeier vooral op zomerse dagen wordt gebruikt, is hij populair bij kinderen die verkoeling zoeken.